# Charaxes affinis
Charaxes affinis is een vlinder uit de familie van de Nymphalidae. De wetenschappelijke naam van de soort is voor het eerst geldig gepubliceerd in 1865 door Arthur Gardiner Butler. De soort komt voor op Celebes.